# Usman Mohammed
Usman Edu Mohammed (Kaduna, 2 marzo 1994) è un calciatore nigeriano, centrocampista dell'Ironi Tiberias.

## Carriera

### Club
Dopo gli inizi con il Ranchers Bee, nel 2013 è passato al Taraba, sempre in Nigeria e nel quale rimane tre anni. Nell'estate 2016 si è trasferito a giocare in Portogallo, all'União Madeira, appena retrocesso in Segunda Liga.
Il 5 dicembre 2017, i norvegesi del Sarpsborg 08 hanno reso noto l'ingaggio di Mohammed, che si è legato al nuovo club con un contratto triennale, valido dal 1º gennaio 2018.
A febbraio 2019 si è trasferito agli armeni del P'yownik.

### Nazionale
Nel 2015 ha preso parte alla Coppa d'Africa Under-23 con la selezione di categoria nigeriana. Nel 2016 è stato convocato per le Olimpiadi di Rio 2016, dove ha vinto la medaglia di bronzo, disputando 6 partite.

## Statistiche
Statistiche aggiornate al 7 marzo 2019.

### Presenze e reti nei club
| Stagione        | Squadra         | Campionato      | Campionato | Campionato | Coppe nazionali | Coppe nazionali | Coppe nazionali | Coppe continentali | Coppe continentali | Coppe continentali | Altre coppe | Altre coppe | Altre coppe | Totale | Totale | Totale |
| Stagione        | Squadra         | Comp            | Pres       | Reti       | Comp            | Pres            | Reti            | Comp               | Pres               | Reti               | Comp        | Pres        | Reti        | Pres   | Reti   |        |
| --------------- | --------------- | --------------- | ---------- | ---------- | --------------- | --------------- | --------------- | ------------------ | ------------------ | ------------------ | ----------- | ----------- | ----------- | ------ | ------ | ------ |
| 2016-2017       | União Madeira   | SL              | 0          | 0          | TdP+TdL         | 0+0             | 0+0             | -                  | -                  | -                  | -           | -           | -           | 0      | 0      |        |
| 2018            | Sarpsborg 08    | ES              | 5          | 0          | CN              | 3               | 1               | UEL                | 2                  | 0                  | -           | -           | -           | 10     | 1      |        |
| feb.-giu. 2019  | P'yownik        | BC              | 2          | 0          | CA              | 0               | 0               | UEL                | -                  | -                  | -           | -           | -           | 2      | 0      |        |
| Totale carriera | Totale carriera | Totale carriera | 7          | 0          |                 | 3               | 1               |                    | 2                  | 0                  |             | -           | -           | 12     | 1      |        |

### Cronologia presenze e reti in nazionale
| Cronologia completa delle presenze e delle reti in nazionale ― Nigeria olimpica | Cronologia completa delle presenze e delle reti in nazionale ― Nigeria olimpica | Cronologia completa delle presenze e delle reti in nazionale ― Nigeria olimpica | Cronologia completa delle presenze e delle reti in nazionale ― Nigeria olimpica | Cronologia completa delle presenze e delle reti in nazionale ― Nigeria olimpica | Cronologia completa delle presenze e delle reti in nazionale ― Nigeria olimpica | Cronologia completa delle presenze e delle reti in nazionale ― Nigeria olimpica | Cronologia completa delle presenze e delle reti in nazionale ― Nigeria olimpica |
| Data                                                                            | Città                                                                           | In casa                                                                         | Risultato                                                                       | Ospiti                                                                          | Competizione                                                                    | Reti                                                                            | Note                                                                            |
| ------------------------------------------------------------------------------- | ------------------------------------------------------------------------------- | ------------------------------------------------------------------------------- | ------------------------------------------------------------------------------- | ------------------------------------------------------------------------------- | ------------------------------------------------------------------------------- | ------------------------------------------------------------------------------- | ------------------------------------------------------------------------------- |
| 5-8-2016                                                                        | Manaus                                                                          | Nigeria olimpica                                                                | 5 – 4                                                                           | Giappone olimpica                                                               | Olimpiadi 2016 - 1º turno                                                       | -                                                                               | 73’                                                                             |
| 8-8-2016                                                                        | Manaus                                                                          | Svezia olimpica                                                                 | 0 – 1                                                                           | Nigeria olimpica                                                                | Olimpiadi 2016 - 1º turno                                                       | -                                                                               | 70’                                                                             |
| 11-8-2016                                                                       | San Paolo                                                                       | Colombia olimpica                                                               | 2 – 0                                                                           | Nigeria olimpica                                                                | Olimpiadi 2016 - 1º turno                                                       | -                                                                               |                                                                                 |
| 13-8-2016                                                                       | Salvador                                                                        | Nigeria olimpica                                                                | 2 – 0                                                                           | Danimarca olimpica                                                              | Olimpiadi 2016 - Quarti di finale                                               | -                                                                               | 31’                                                                             |
| 17-8-2016                                                                       | San Paolo                                                                       | Nigeria olimpica                                                                | 0 – 2                                                                           | Germania olimpica                                                               | Olimpiadi 2016 - Semifinale                                                     | -                                                                               |                                                                                 |
| 20-8-2016                                                                       | Belo Horizonte                                                                  | Honduras olimpica                                                               | 2 – 3                                                                           | Nigeria olimpica                                                                | Olimpiadi 2016 - Finale 3º-4º posto                                             | -                                                                               | 92’                                                                             |
| Totale                                                                          |                                                                                 | Presenze                                                                        | 6                                                                               |                                                                                 | Reti                                                                            | 0                                                                               |                                                                                 |

## Palmarès

### Nazionale
- Bronzo olimpico: 1

Rio de Janeiro 2016